# 王英 (明)
王 英（おう えい、洪武9年（1376年）- 景泰元年5月17日（1450年6月26日））は、明代の官僚。字は時彦、号は泉坡。本貫は撫州金渓県。

## 生涯
王脩本と曽氏のあいだの子として生まれた。永楽2年（1404年）、進士に及第した。翰林院庶吉士に選ばれ、文淵閣で読書した。永楽帝にその慎重で注意深い性格を買われて、王直とともに機密文書の書記を任された。『太祖実録』の編纂に参加した。永楽5年（1407年）11月、翰林院修撰に任じられた。永楽14年（1416年）8月、翰林院侍講に進んだ。
永楽20年（1422年）、王英は永楽帝の漠北遠征に扈従した。永楽帝が軍を返し、李陵城を通り過ぎた。永楽帝は城中に石碑があると聞いて、王英を召し出して見に行かせた。城に到着したが、石碑の場所は分からなくなっていた。城の北門から石が土から出ていたため、これを発掘すると、元のときの李陵台駅令の謝某の徳政碑であり、碑陰にはダルガチらの氏名が刻まれていた。王英がこのことを詳しく上奏すると、永楽帝は後日の争いの種になることを懸念した。王英は帝の命を受けて再び李陵城に赴き、この石を粉砕して川に沈めた。永楽22年（1424年）、洪熙帝が即位すると、王英は右春坊大学士に累進し、帰省を願い出た。
洪熙元年（1425年）、宣徳帝が即位すると、王英は朝廷に復帰した。『太宗実録』と『仁宗実録』の編纂に参加した。宣徳5年（1430年）5月、少詹事に転じ、麒麟帯を賜った。宣徳7年（1432年）、母が死去すると、王英は特別に葬祭を賜り、宦官の護衛つきで帰郷した。ほどなく官に復帰した。正統元年（1436年）、経書を講義する席に近侍するよう英宗に命じられた。『宣宗実録』の編纂を総裁し、礼部侍郎に進んだ。正統8年（1443年）、礼部の事務を管理するよう命じられた。浙江の民衆のあいだで疫病が起こると、王英は南鎮に派遣されて祭祀をおこなった。久しく日照り続きだったが、王英が到着すると大雨が降ったため、民衆は「侍郎雨」と呼んだ。正統10年（1445年）、王英は再び帰休を願い出たが、許されなかった。正統12年（1447年）、王英の子の按察副使王裕が事件に連座して獄に下された。王英は上疏して処罰を待ったが、不問に付された。正統13年（1448年）、南京礼部尚書に進んだ。
景泰元年5月17日（1450年6月26日）、死去した。享年は75。諡は文安といった。著書に『泉坡文集』6巻・『泉坡詩集』5巻があった。